# Биберович, Иван
Ива́н Биберо́вич (укр. Іва́н Біберо́вич ; 21 августа 1854 — 15 ноября 1920, Коломыя) — украинский театральный деятель, актёр, режиссëр.

## Биография
В 1874 году, не окончив Тернопольской гимназии, начал выступать на сцене украинского театра общества «Руська беседа». В 1880—1881 выступал в труппе режиссëра и антрепренёра Е. Бачинского.
В 1881—1892 годах — директор львовского украинского театра общества «Руська беседа» (до 1888 вместе с режиссёром И. Гриневецким). И. Биберович, кроме сценического таланта, был хорошим администратором, знающим сложный механизм передвижного театра. Со своим коллективом выступал на сценах Западной Украины. Позже руководил любительским театральным кружком в Коломые.
Он обогатил репертуар лучшими произведениями украинских и зарубежных авторов.
Времена руководства театром Биберовича — Гриневецкого составляют лучший период в истории украинской сцены в Галичине. Театр Биберовича пользовался заслуженной славой, соединяя в себе прекрасный репертуар, режиссуру и первоклассный сценический коллектив.
Как актёр И. Биберович отличался в ролях лирико-драматического плана.

## Избранные театральные роли
- Петро («Наталка-Полтавка» И. Котляревского)
- Гриць («Ой не ходи, Грицю …» М. Старицкого)
- Борис («Гроза» А. Островского)
- Никанор Иванович Анучкин («Женитьба» Гоголя).

Жена — актриса И. Биберовичева (1861—1937).

## Память
- Именем И. Биберовича названа одна из улиц г. Львова.